# Abu Hafs al-Haszimi al-Kuraszi
Abu Hafs al-Haszimi al-Kuraszi (arab. ‏أبو الحسين الحسيني القرشي‎; ur. ?) – bliskowschodni terrorysta i salafita, piąty kalif Państwa Islamskiego.

## Życiorys
Wyznawca salafizmu, jego przydomek nawiązuje do plemienia Kurajszytów, z którego wywodził się Mahomet. Niewiele wiadomo o jego życiorysie. 3 sierpnia 2023 został ogłoszony piątym kalifem Państwa Islamskiego jednocześnie z informacją o śmierci poprzednika Abu al-Husajn al-Husajni al-Kurasziego, który zmarł w kwietniu 2023 roku.